# Dercéto

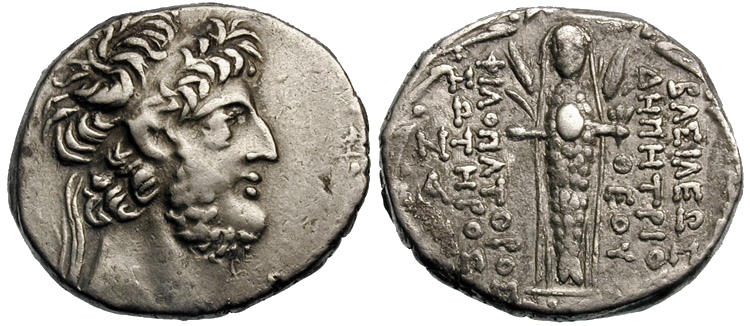
Atargatis sur le revers d'une pièce de Démétrios III.

Dercéto (en grec ancien Δερκετώ / Derketố) ou Dercétis (Δερκετίς / Derketís) est le nom donné chez les Phéniciens à une grande déesse du nord de la Syrie dont le sanctuaire principal se trouvait dans la ville sainte de Hiérapolis Bambyce (aujourd'hui, Mambidj, au nord d'Alep).
Elle est aussi nommée Atargatis (ou Atar’ateh) en araméen.

## Anthroponymie
Son nom n'est pas d'origine grecque ; il s'agit d'une transposition dans cette langue d'un nom sémitique.
D'après Olivier Rayet, « malgré la forme toute différente sous laquelle on la représentait, Atargatis a les rapports les plus étroits avec la Dercéto d'Ascalon et du pays philistin. Les éléments des deux noms sont les mêmes, et le peu de détails que les auteurs anciens nous ont transmis sur les deux cultes sont exactement semblables. »

## Mythe
Comme souveraine des eaux et des sources, Dercéto avait un corps de poisson et un visage de femme, et elle vivait, d'après Diodore de Sicile, dans un lac de Syrie proche d'Ascalon. Aphrodite voulut se venger d'elle et lui inspira une violente passion pour un jeune Syrien nommé Caÿstros dont elle eut une fille, Sémiramis. Après la naissance de celle-ci, honteuse de sa faiblesse, Dercéto exposa l'enfant, tua Caÿstros et se jeta au fond du lac où elle fut transformée en poisson.
Les rois hellénistiques, respectueux des sanctuaires et des cultes syriens, conformément à la tradition inaugurée par Alexandre le Grand, s'approprièrent les panthéons locaux. Le culte d'Atargatis est attesté à cette époque, en Égypte, en Grèce et en Macédoine.

### Sources antiques
- Lucien de Samosate, Sur la déesse syrienne, 14. (lire en ligne)
- Diodore de Sicile, Bibliothèque historique [détail des éditions] [lire en ligne] (II, 4 et suiv.)
- Strabon, Géographie [détail des éditions] [lire en ligne] XVI, 1, 27.